# Landvidi

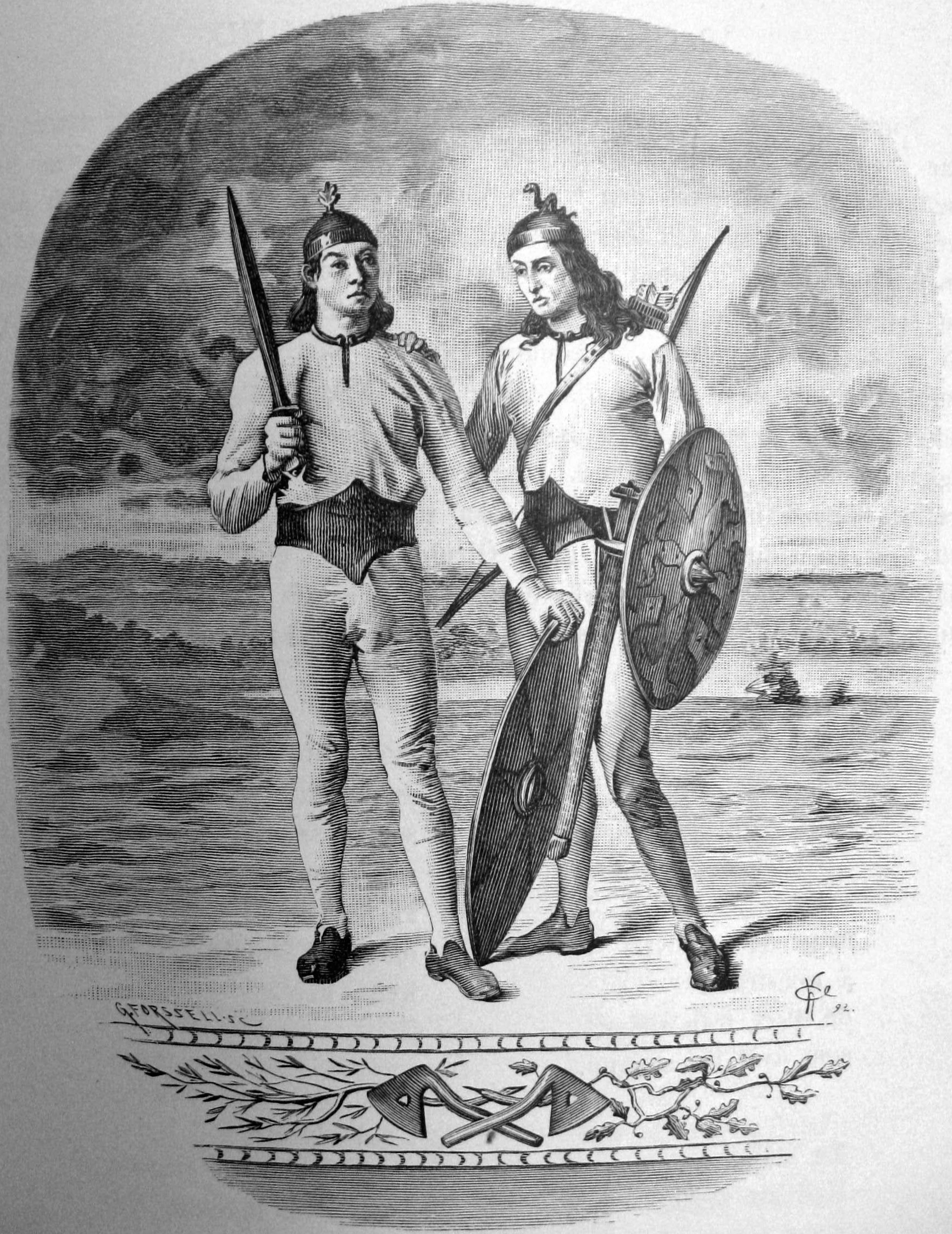
Une illustration de Vidar et de son frère Vali de 1892 par Axel Kulle.

Dans la mythologie nordique, Landvidi (vaste domaine ) est la terre du dieu Ase Vidar, couverte d'arbres et d'herbes hautes.

## Dans les textes

### Edda poétique

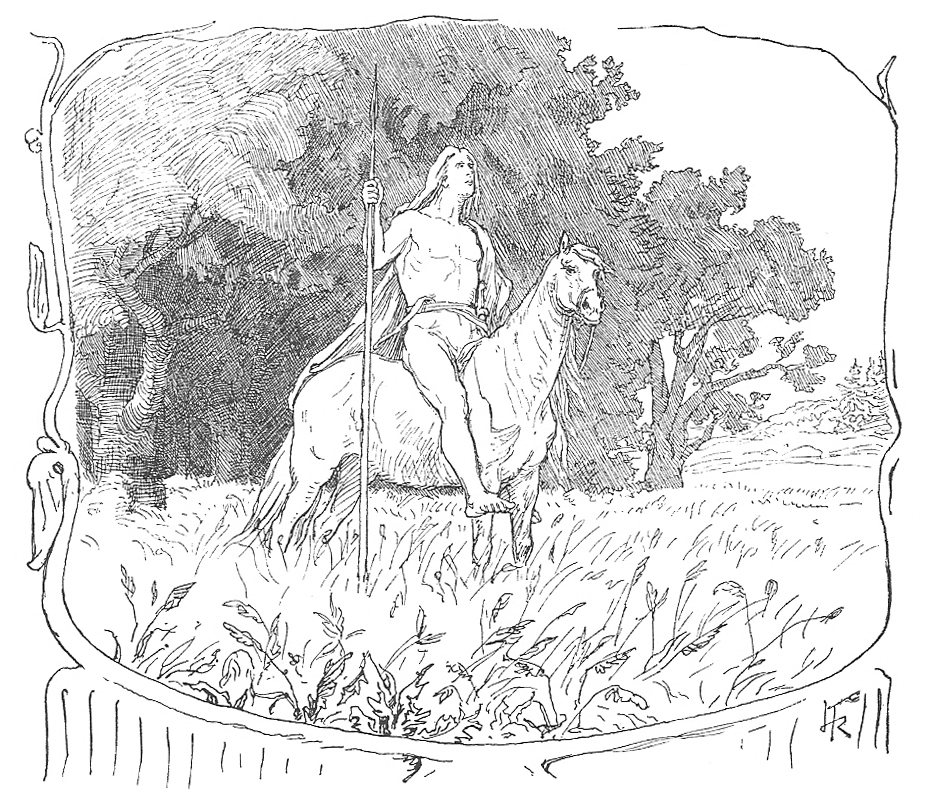
Vidar à cheval sur ses terres. Illustration de Lorenz Frølich (1895).

Dans le poème eddique Grímnismál, le dieu Odin déguisé et sous le nom de Grímnir entame un long monologue sur la cosmogonie, et sur ses hauts faits. Il évoque à la strophe 17 la prophétie selon laquelle Vidar vengera sa mort au Ragnarök, décrivant le territoire de ce dernier, Landvidi ou le pays de Vidar :
| 17. Hrísi vex oc há grasi Viðars land Viði; en þar mavgr of lezc af mars baki frocn at hefna fa/þvr. | 17. Les taillis croissent Et l'herbe haute Dans la forêt du pays de Vidarr ; Et là, le fils intrépide Descendra de cheval Pour venger son père. |  |